# Eray Ataseven
Eray Ataseven (* 29. Juni 1993 in İzmit) ist ein türkischer Fußballspieler, der für Akhisar Belediyespor spielt.

## Karriere

### Verein
Eray Ataseven kam 1993 in İzmit zur Welt und begann hier mit dem Vereinsfußball in der Jugend von Manisa Belediyespor. 2006 wechselte er in die Jugend von Manisaspor. 2010 erhielt er einen Profi-Vertrag, spielte aber weiterhin für die Reservemannschaft. Im Laufe seiner zweiten Saison als Profi-Spieler wurde er parallel zu seiner Tätigkeit bei der Reserve auch am Training der Profis beteiligt. So machte er am 31. März 2012 in der Süper-Lig-Begegnung gegen Gençlerbirliği Ankara sein Debüt als Profispieler. Nach dem Abstieg von Manisaspor in die TFF 1. Lig verbrachte er dort noch die Saison 2012/13 und 2013/14, bevor er zusammen mit seinem Mannschaftskollegen Murat Gürbüzerol zum Süper-Lig-Aufsteiger Balıkesirspor wechselte.
Zur Saison 2017/18 wechselte er zum Erstligisten Akhisar Belediyespor.

### Nationalmannschaft
Ataseven spielte neunmal für die türkische U-18- und siebenmal für die U-19-Jugendnationalmannschaft. In den _Jahren 2012 und 2013 folgten noch Einsätze für die türkischen U-20-
 U-21-Nationalmannschaften.